# Сан Сосио IV (Казерта)
Сан Сосио IV је насеље у Италији у округу Казерта, региону Кампанија.
Према процени из 2011. у насељу је живело 26 становника. Насеље се налази на надморској висини од 1 м.